# Roldana
Roldana es un género de plantas fanerógamas perteneciente a la familia de las asteráceas. Comprende 84 especies descritas y de estas, solo 57 aceptadas.

## Descripción
Son arbustos erectos; con los tallos superiores sin contracciones abruptas o acortamientos por abajo de la capitulescencia. Hojas alternas, igualmente distribuidas a lo largo de los tallos superiores, nervadura palmada o pinnada; pecioladas. Capitulescencias terminales, corimbosas a paniculadas; capítulos radiados, cilíndricos a angostamente campanulados; involucros columnares a campanulados; filarias 5 u 8, en 1 serie, traslapadas lateralmente; flósculos del radio pistilados y fértiles; flósculos del disco perfectos y fértiles, corolas amarillas; anteras con apéndices apicales ovado-lanceolados, ahusadas hacia el filamento; ramas del estilo con líneas estigmáticas fusionadas y cubriendo toda la superficie. Aquenios acostillados, glabros; vilano de abundantes cerdas capilares.

## Taxonomía
El género fue descrito por   Pablo de La Llave y publicado en Novorum Vegetabilium Descriptiones 2: 10. 1825. La especie tipo es:  Roldana lobata La Llave.

### Etimología
Roldana: nombre genérico dado en honor a Eugenio Montaño y Roldán, un general insurgente de la Independencia de México.

## Especies aceptadas
A continuación se brinda un listado de las especies del género Roldana aceptadas hasta agosto de 2012, ordenadas alfabéticamente. Para cada una se indica el nombre binomial seguido del autor, abreviado según las convenciones y usos.
1. Roldana albonervia - desde Jalisco a Guatemala
2. Roldana angulifolia - central México
3. Roldana anisophylla - Oaxaca
4. Roldana barba-johannis - desde Hidalgo a Honduras
5. Roldana calzadana - Oaxaca
6. Roldana candicans - Jalisco a Hidalgo y Oaxaca
7. Roldana chapalensis - central México
8. Roldana chiapensis - Chiapas
9. Roldana cordovensis - central México
10. Roldana cristobalensis - Oaxaca, Chiapas, Guatemala
11. Roldana ehrenbergiana - central México
12. Roldana eriophylla - Oaxaca, Chiapas, Guatemala
13. Roldana floresiorum - Jalisco
14. Roldana galiciana - Jalisco
15. Roldana gesneriifolia - Durango
16. Roldana gilgii - Chiapas, Guatemala
17. Roldana gonzaleziae - Jalisco, Durango
18. Roldana grimesii - norte México
19. Roldana guadalajarensis -  México
20. Roldana hartwegii - AZ NM TX, norte de México
21. Roldana hederifolia - Michoacán, Oaxaca
22. Roldana heracleifolia - centro de México
23. Roldana heterogama - Chiapas, Centroamérica
24. Roldana heteroidea - Oaxaca
25. Roldana hirsuticaulis - norte de México
26. Roldana jurgensenii - desde Oaxaca a Honduras
27. Roldana kerberi - Colima, Jalisco, Oaxaca
28. Roldana langlassei - 	Guerrero
29. Roldana lanicaulis - desde Tamaulipas a Guatemala
30. Roldana lobata - desde Jalisco a Guatemala
31. Roldana manantlanensis - 	Jalisco
32. Roldana marquesii - 	Veracruz, Hidalgo
33. Roldana metepeca - central México
34. Roldana mexicana - central México
35. Roldana mezquitalana - Jalisco, Durango
36. Roldana mixtecana - Oaxaca
37. Roldana neogibsonii - central México
38. Roldana nesomiorum - 	Nuevo León, Tamaulipas
39. Roldana oaxacana - Oaxaca
40. Roldana pennellii - Durango
41. Roldana petasitis - desde Nicaragua a Hidalgo
42. Roldana pinetorum - 	Guerrero, Oaxaca
43. Roldana platanifolia - desde Tamaulipas a Oaxaca
44. Roldana reglensis - 	Veracruz
45. Roldana reticulata - central México
46. Roldana robinsoniana - western México
47. Roldana sartorii - Oaxaca
48. Roldana scandens - Costa Rica
49. Roldana schaffneri - desde Nicaragua a Veracruz
50. Roldana subpeltata - 	Durango, Sinaloa
51. Roldana sundbergii - 	Nuevo León, Tamaulipas
52. Roldana tepopana - 	Sonora
53. Roldana tlacotepecana - Guerrero
54. Roldana tonii - Chiapas

## Galería de imágenes
|                        |
| Roldana barba-johannis |

|                   |
| Roldana candicans |

|                       |
| Roldana heracleifolia |

|                   |
| Roldana petasitis |